# Federación Chadiana de Fútbol
La Federación Chadiana de Fútbol (en francés: Fédération tchadienne de football) es el organismo encargado de la organización del fútbol en Chad. Se fundó en 1962 y desde 1988 está afiliada a la FIFA y a la Confederación Africana de Fútbol. Organiza la liga nacional y los partidos de la Selección de fútbol de Chad.
- Datos: Q874992